# 保守自由主義
保守自由主義（ほしゅじゆうしゅぎ、英語: conservative liberalism）は、自由主義の理念を追求しながらも、その保守的な側面を強調する政治思想である。自由保守主義よりは、中道性向に近い。保守リベラル・自由主義右派・自由右派とも呼ばれる。古典的自由主義の、より積極的だが急進的ではない変種である。

## 概要
保守自由主義者は、進歩的なリベラリズム（社会自由主義）を踏襲するのではなく、古典的な哲学（徳、共通善、自然権）、キリスト教（自然法、人間の社会性、原罪）、古代の制度（コモンロー、統合体、社会的階層）など、近代以前のものを参考にしている。これらが保守自由主義者の自由主義に保守的な基盤を与えている。ジョン・ロックやイマヌエル・カントではなく、プラトン、アリストテレス、ソクラテス、アウグスティヌス、トマス・アクィナス、エドマンド・バークに従うことを意味し、通常、ギリシャのポリス、ローマ共和制、キリスト教君主制の政治に深い共感を持つ。しかし、現実主義者である保守自由主義者は、古典的・中世的な政治が現代社会では復元できないことを認めている。またモラリストとして、自由と自治に関する現代の実験は、人間の尊厳を高め、大衆文化の中にあっても、永遠への超越的な憧れを抱くきっかけとなるというポジティブな効果があると考える。保守自由主義者は、神の下での秩序ある自由を促進し、専制政治に対する憲法上の保護措置を確立する。西欧文明の管理者として単に守りに入るのではなく、伝統的な道徳と古典的なキリスト教文化に基づく自由の体制が、誇りに思える業績であることを示そうとする。

## 主な保守自由主義の政党
- アイスランド
  - 自由党
- アメリカ合衆国
  - 共和党 (アメリカ) [5]
- イギリス
  - 保守党 (イギリス)
- オランダ
  - 自由民主国民党
  - 自由党
  - 民主主義フォーラム
- スイス
  - スイス自由民主党
- ノルウェー
  - 進歩党
- スウェーデン
  - 穏健党
  - 自由党
- スペイン
  - シウダダノス
- ドイツ
  - 自由民主党
- デンマーク
  - ヴェンスタ
- 韓国
  - 民生党
  - 国民の党
- 中華民国
  - 中国国民党
  - 親民党
  - 無党団結連盟
- タイ
  - 民主党
- 南アフリカ共和国
  - 民主同盟
- 日本
  - 新党さきがけ[1]
  - 日本維新の会[要出典]
  - 国民民主党[要出典]